# Mounir Satouri
Mounir Satouri (ur. 25 maja 1975 w Casablance) – francuski polityk i samorządowiec marokańskiego pochodzenia, poseł do Parlamentu Europejskiego IX i X kadencji.

## Życiorys
Jego ojciec od lat 60. pracował we Francji. Gdy Mounir Satouri miał 15 lat, brał udział w strajku uczniowskim i studenckim, za co przez kilka tygodni był więziony. Wkrótce wraz z całą rodziną wyemigrował do Francji, zamieszkując w departamencie Yvelines. Francuskie obywatelstwo uzyskał w 2002.
Działał w lewicowej organizacji studenckiej Unef-ID, a także inicjatywach przeciwko wykorzystywaniu energii jądrowej. Kształcił się w zakresie zarządzania na Université Paris-VIII. Pracował m.in. jako dyrektor centrum społecznego w Chanteloup-les-Vignes.
Był członkiem Partii Socjalistycznej, w 2001 dołączył jednak do Zielonych. W 2008 został radnym miejskim w Les Mureaux, a w 2010 radnym regionu Île-de-France. W radzie regionalnej stanął na czele frakcji radnych swojego ugrupowania.
W wyborach w 2019 z listy Europe Écologie-Les Verts uzyskał mandat posła do Europarlamentu IX kadencji. Z powodzeniem ubiegał się o reelekcję w 2024.